# Novartis

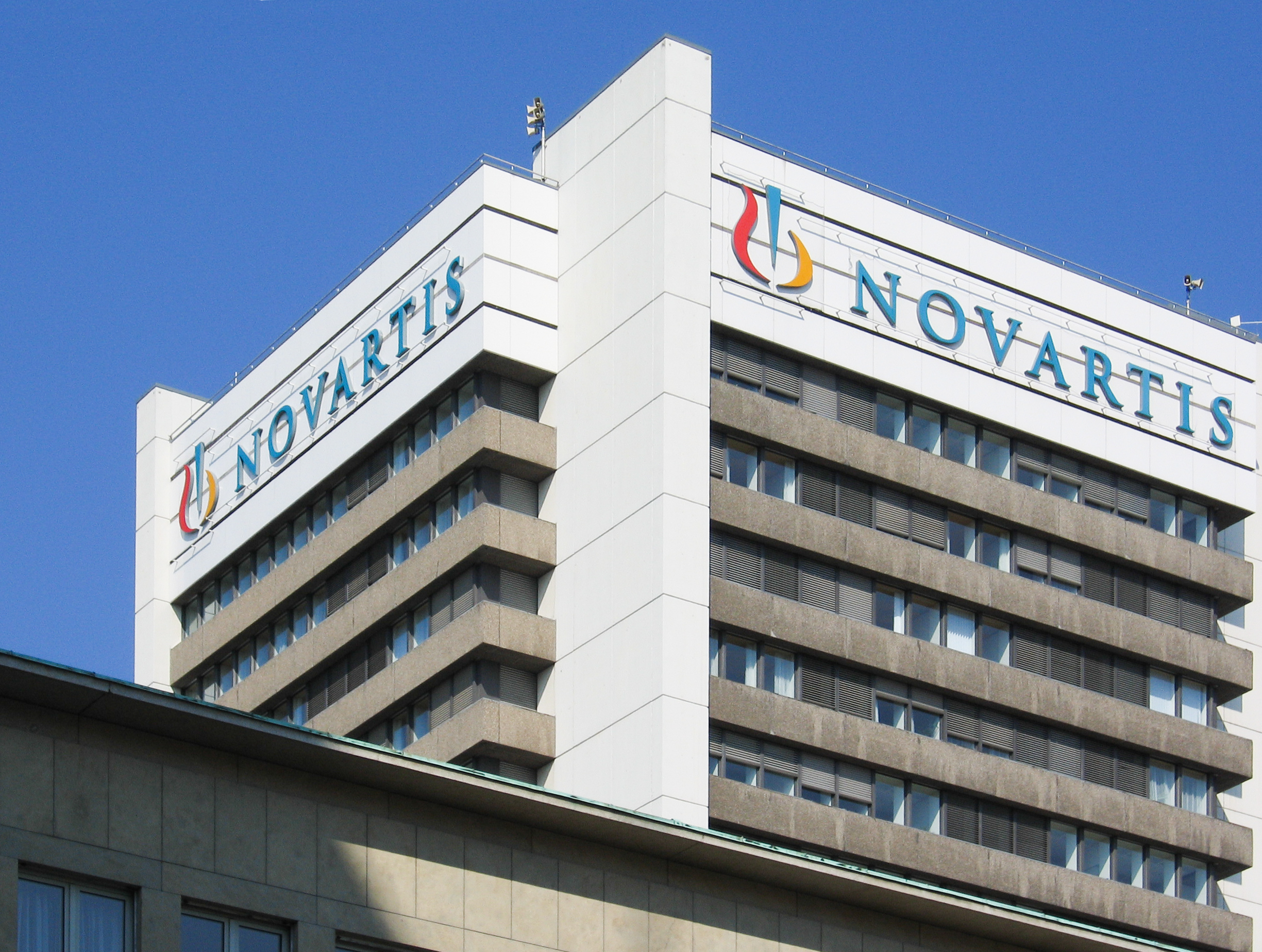
Novartis à Bâle.

Novartis est un groupe pharmaceutique suisse qui a été créé en 1996 par fusion de Ciba-Geigy et Sandoz et dont le siège social est à Bâle, en Suisse.

## Histoire
Sandoz est connu pour avoir mis au point en 1938 le LSD, drogue de synthèse, commercialisé en tant que médicament psychiatrique de 1947 au début des années 1960, sous le nom de Delysid.
En 1991, Novartis rachète Gerblé.
En 1996, Ciba-Geigy fusionne avec Sandoz. Depuis 1996, Novartis est désormais dédiée à la santé. Les activités d'agrochimie et de nutrition ont été cédées. Les activités chimiques de Ciba-Geigy sont scindées dans une nouvelle entité ; Ciba Specialty Chemicals, qui est cotée en bourse. Les activités chimiques de Sandoz ont également été vendues, en partie à BASF. Par la suite, de nombreux fabricants de médicaments ont été intégrés, parmi lesquels Durascan, Sabex, Hexal (de), Eon Labs Lek, Lagap et Chiron Corporation (en).[réf. souhaitée]
En 2000, les activités agro-industrielles de Novartis et d'AstraZeneca sont intégrées à une nouvelle entité Syngenta. En 2005, Novartis acquiert le fabricant de générique Hexal pour 8,29 milliards de dollars. Il acquiert Chiron Corporation en 2006.
En 2007, Novartis vend sa filiale Gerber Products Company (en) à Nestlé.
En 2008, Novartis acquiert 25 % d'Alcon puis acquiert complètement Alcon pour 39,3 milliards en 2010 (et s'en séparera en 2019).
En 2012, Novartis acquiert Fougera Pharmaceuticals pour 1,5 milliard de dollars.

### Années 2010
En 2012, Novartis est classé premier groupe pharmaceutique au monde quant au chiffre d'affaires[réf. non conforme].
En novembre 2013, Novartis annonce la vente de sa filiale de test de transfusions sanguines pour 1,7 milliard de dollars à Grifols.
En février 2014, Novartis se renforce dans la recherche immunologique en rachetant la biotech américaine CoStim, pour un montant non divulgué[réf. non conforme].
En avril 2014, Novartis signe plusieurs accords d'échanges d'actifs avec GlaxoSmithKline et Eli Lilly. Novartis acquiert les activités dans l'oncologie de GlaxoSmithKline pour 16 milliards de dollars. Il cède en parallèle ses activités dans les vaccins à GlaxoSmithKline pour 7,1 milliards de dollars. Dans le même temps, Novartis vend à Eli Lilly ses activités liées à la santé animale pour 5,4 milliards de dollars, incluant des activités dans les vaccins ou les anti-parasites,. En juillet 2014, Novartis vend sa participation de 43 % dans LTS Lohmann, un fabricant allemand de patch, pour environ 400 millions de dollars. En août 2014, Novartis investit dans l'entreprise israélienne Gamida Cell. En octobre 2014, Novartis vend ses activités dans les vaccins grippaux à l'entreprise australienne CSL pour 275 millions de dollars. En mars 2015, Novartis acquiert pour 750 millions de dollars Aduro, entreprise américaine spécialisée dans l'oncologie et l'immunothérapie des cancers.
En novembre 2016, Novartis annonce l'acquisition de Selexys Pharmaceuticals, entreprise spécialisée dans l'hématologique notamment contre la drépanocytose, pour 665 millions de dollars,. En décembre 2016, Novartis acquiert Encore Vision, une entreprise texane spécialisée dans la presbytie.
Après huit années passées à la tête de Novartis, Joseph Jimenez (en) se retire. Il est remplacé par Vasant Narasimhan (en), dirigeant de la partie développement des médicaments, à partir du 1er février 2018, mais restera conseiller du laboratoire jusqu'au 31 août, date à laquelle il quitte l'entreprise.
En octobre 2017, Novartis annonce l'acquisition d'Advanced Accelerator Applications, entreprise française spécialisée dans la médecine nucléaire et les traitements de certains cancers difficiles à traiter, pour 3,9 milliards d'euros,.
En mars 2018, GSK annonce l'acquisition de la participation de 36,5 % de Novartis dans la co-entreprise entre GSK et Norvartis, dédiée aux médicaments en vente libre, pour 13 milliards de dollars. En avril 2018, Novartis acquiert AveXis, spécialisée dans le traitement de l'amyotrophie spinale, pour 8,7 milliards de dollars. En octobre 2018, Novartis annonce l'acquisition d'Endocyte, entreprise spécialisée dans l'oncologie, pour 2,1 milliards de dollars.
En novembre 2019, Novartis annonce l'acquisition des activités japonaises génériques d'Aspen Pharmacare pour 400 millions d'euros.
En novembre 2019, Novartis annonce faire une offre de 9,7 milliards de dollars sur The Medicines Compagny, spécialisée dans le traitement contre le cholestérol.

### Années 2020
En avril 2020, la société annonce acquérir Amblyotech,. En décembre 2020, Novartis annonce l'acquisition de Cadent, spécialisée dans la médication en neurologie, pour 770 millions de dollars.
Début 2021, Novartis signe un accord avec ses syndicats après plusieurs mois de négociations et instaure un télétravail massif auquel pourront avoir librement recours la majorité des 110 000 salariés de la société. Ceux-ci peuvent désormais choisir s'ils travailleront uniquement sur leur lieu de travail, depuis leur domicile ou partiellement dans chacun des deux, sans demander l'aval de leur hiérarchie. Les employés choisissant le télétravail reçoivent une prime de 485 euros pour équiper leur domicile comme bon leur semble afin de rendre celui-ci efficace. Ce système avait déjà été mis en place pour le siège de Bâle,. Cette disposition s'accompagne de la mise en service généralisée d'un logiciel de surveillance permettant de mesurer à la seconde près l'activité des employés au téléphone, sur leurs e-mails ou en réunion virtuelle. Si Novartis fait preuve de transparence, les dérives intrusives de tels dispositifs font débat,.
En décembre 2021, Novartis annonce l'acquisition de Gyroscope, une entreprise britannique spécialisée dans la thérapie génique concernant l'œil, pour 1,5 milliard de dollars.
En février 2023, Novartis annonce l'ouverture à Bâle d'une usine de médicaments à base d'ARN synthétique de type pARNi, petits ARN interférents à double brin. En juin 2023, Novartis annonce l'acquisition pour 3,5 milliards de dollars de Chinook Therapeutics, spécialisée contre une maladie rare des reins.
Le 31 octobre 2024, Novartis a été choisi par l'Union européenne de radio-télévision (UER) comme partenaire officiel de la 69e édition du Concours Eurovision de la chanson qui se tiendra du 13 au 17 mai 2025 à Bâle, siège de l'entreprise.

## Productions
- Produits pharmaceutiques destinés au traitement des maladies cardio-vasculaires, respiratoires et dermatologiques, affections gastro-intestinales, cancers, dysfonctionnements du système nerveux central et des troubles hormonaux
- Médicaments génériques
- Produits de soin oculaires : collyres et pommades ophtalmiques, produits d'entretien de lentilles et produits chirurgicaux ophtalmiques[38].

## Brevets
Novartis consacre une partie de son budget à la recherche. Ceci lui permet de disposer en catalogue de plusieurs produits brevetés.
En 2013, Novartis a été classé la 7e entreprise mondiale la plus innovante par Booz & Company. Le laboratoire a dépensé 9,3 milliards de dollars en recherche et développement soit 16,5 % de ses revenus en 2013.

## Critiques et controverses

### Catastrophe de Schweizerhalle
Le 1er novembre 1986, un incendie se déclare dans l'entrepôt de l'ancien groupe chimique Sandoz, devenu Novartis en 1996, près de Bâle. Les pompiers tentent de limiter le sinistre avec plus de 15 000 m3 d'eau, un volume qui dépasse largement les 50 m3 du bassin de rétention. L'excédent, un mélange rougeâtre d'eau, de pesticide, de dérivés du mercure ainsi que d'esters phosphoriques, se déverse dans le Rhin. Une catastrophe écologique s'ensuit puisque l'Allemagne, la France et les Pays-Bas sont touchés. La pêche est interdite pendant six mois dans les zones contaminées.
Fin septembre 1987, une indemnité d'environ 30 millions d'euros est versée par Sandoz à la France à la suite de l'affaire que les médias appelleront Tchernobâle en référence à la catastrophe de Tchernobyl.

### Procès contre l'État indien
Novartis a porté plainte le 7 août 2006 contre l'Inde au sujet de l'un de ses anticancéreux, le Glivec. L'Inde a refusé d'en breveter une formule améliorée, ce qui autoriserait de fait la fabrication de génériques de ce produit. Médecins sans frontières craint qu'une victoire du laboratoire ne crée « une situation d'Apartheid sanitaire ». L'ONG a lancé une pétition demandant au laboratoire de retirer sa plainte. Novartis répond sur son site internet qu'il ne s'agit que de sauvegarder le principe de la propriété intellectuelle, et précise : « En Inde, 99 % des patients qui reçoivent du Glivec le reçoivent gratuitement de Novartis ». Le procès s'est ouvert le 29 janvier 2007 devant la Haute Cour de justice de Chennai (Madras). En août 2007, la Haute Cour de Justice de Chennai rejette la demande du laboratoire Novartis.
Le 11 septembre 2012, Novartis fait son retour dans les tribunaux et réitère son action contre la loi indienne sur les brevets. Le 1er avril 2013, la plainte est de nouveau rejetée par la justice indienne. Pour Médecins sans frontières, Oxfam, et les autres organisations impliquées dans cette campagne de mobilisation, il s'agit d'une victoire historique dans la bataille pour des médicaments abordables.

### Licenciement
En octobre 2011, Novartis annonce la suppression de 2 000 emplois d'ici trois à cinq ans dont 1 100 en Suisse. Au troisième trimestre 2011, la multinationale bâloise engendre un bénéfice net de 2,49 milliards de dollars US, ce qui représente une augmentation de 7 % par rapport à la même période de l'an passé.
Le 17 janvier 2012, Novartis annonce que la société ne fermera pas son site de Prangins dans le canton de Vaud et évite par conséquent la suppression de 320 emplois ; en contrepartie, les employés travailleront plus et renoncent partiellement aux augmentations de salaire. En outre, une baisse fiscale temporaire est accordée par le canton de Vaud. Sur les 760 licenciements prévus à Bâle, un tiers devrait être évité en plaçant les employés concernés à un autre poste de travail et un tiers partiraient en retraites anticipées. Dans l'émission 120 secondes, l'accord est tourné à la dérision.
La prime de départ de 60 millions d'euros, que le conseil d'administration du groupe Novartis avait prévue dans un accord secret en faveur de son futur ex-président Daniel Vasella (médecin qui avait épousé en 1978 la nièce de Marc Moret, alors président de Sandoz), a soulevé un tollé en Suisse qui lui a fait renoncer à cette prime, et a aussi provoqué un fort succès de l'Initiative populaire « contre les rémunérations abusives », dite « initiative Minder », du nom de son instigateur, l'homme d'affaires et sénateur UDC (Union démocratique du centre) Thomas Minder, approuvée à 67,9 % par les votants au référendum du dimanche 3 mars 2013.

### Politique de recrutement
En Suisse, les militants de partis considérés comme d'extrême-droite sont exclus de l'entreprise en raison de leurs opinions politiques jugées comme incompatibles avec les valeurs du groupe.

### Japon
En septembre 2013, Novartis est perquisitionnée par les autorités japonaises pour avoir falsifié des données concernant le Diovan.

### Entente illicite
En mars 2014, l'organisme chargé de la concurrence en Italie (it) condamne Novartis et Roche à des amendes de 182,5 millions d'euros pour « entente illicite » afin d'empêcher l'utilisation de l'anticancéreux Avastin dans le traitement de la DMLA. Les deux groupes sont également visés par une enquête pour « pratiques anticoncurrentielles » de l'Autorité de la concurrence française.

### Poursuites pour corruption en Grèce
En février 2018, le parquet grec lance des poursuites pour corruption contre un dirigeant en Grèce de Novartis, et demande au Parlement d'éclaircir le rôle d'anciens ministres dans ce dossier de pots-de-vin présumés.
Le groupe pharmaceutique reconnait avoir versé, entre 2012 et 2015, des pots-de-vin à des hauts fonctionnaires et médecins pour gonfler les prix des médicaments sur le marché grec. Alors que la Grèce était en pleine crise économique et que ses créanciers (Fonds monétaire international, Union européenne, Banque centrale européenne) surveillaient de près ses dépenses de santé, les pratiques de Novartis ont coûté quelque 3 milliards d’euros à l’État selon l’enquête. Aucun des responsables politiques grecs suspectés d'avoir bénéficié de ces pratiques n'ont été condamnés en raison des pressions de Nouvelle Démocratie et du Pasok, les partis auxquels ils appartiennent.

### Affaire «Michael Cohen»
En mai 2018, le groupe se sépare de son directeur juridique Felix Erhat, qui avait conclu un contrat avec Essential Consultants, bureau de conseil fondé par Michael Cohen, avocat personnel de Donald Trump. L'existence de ce contrat, découvert à l'occasion du scandale Stormy Daniels–Donald Trump (en) « devait, selon Novartis, lui livrer des informations sur l’orientation de la politique de santé de l’administration Trump ». Novartis admet son « erreur »,.

### Corruption aux États-Unis
Le 1er juillet 2020, le département de la justice américain a infligé une amende de 678 millions de dollars pour un vaste programme de corruption établi aux États-Unis d'Amérique. Initiée grâce à un lanceur d'alerte, l'enquête a notamment été aidée par le FBI et le bureau anti-fraude du Department of Health. De 2002 à 2011, la firme a dépensé des centaines de millions de dollars US pour organiser de pseudo-conférences et ainsi encourager les médecins à choisir ses médicaments, tout en versant des honoraires exorbitants aux participants. La firme a reconnu ces pratiques.

## Actionnaires
Actionnariat de Novartis par pays d'origine (2019),.
- Suisse (42,38 %)
- Grande Bretagne (26,15 %)
- États-Unis (25,41 %)
- Autres (6,06 %)

Liste des principaux actionnaires au 20 juillet 2021.
| Novartis AG                                         | 5,01% |
| Sandoz (fondation famille)                          | 3,61% |
| The Vanguard Group                                  | 2,30% |
| UBS Asset Management Switzerland                    | 2,30% |
| Norges Bank Investment Management                   | 2,29% |
| Novartis (fondation épargne salariés)               | 1,99% |
| Wellington Management                               | 1,80% |
| Crédit Suisse Asset Management (Schweiz)            | 1,32% |
| Capital Research & Management GI                    | 1,10% |
| Banque cantonale zurichoise (Investment Management) | 0,90% |